# پیراتس ول
پیراتس ول (به انگلیسی: Pirates Well) شهری در کشور باهاما است که جمعیت آن در سرشماری سال ۲۰۰۹ میلادی، ۲۰۱ نفر بوده‌است.